# 焦红辉
焦红辉（1960年—），辽宁海城人，汉族，中华人民共和国政治人物、第十一届全国人民代表大会解放军代表。
毕业于中央党校函授经济管理专业，是中共党员。担任解放军某部宣传品编辑中心主任。2008年起担任全国人大代表。